# Branchipus blanchardi
Branchipus blanchardi är en kräftdjursart som beskrevs av Daday 1908. Branchipus blanchardi ingår i släktet Branchipus och familjen Branchipodidae. Inga underarter finns listade.